# Garéguine Njdeh
 (octobre 2020).
Si vous disposez d'ouvrages ou d'articles de référence ou si vous connaissez des sites web de qualité traitant du thème abordé ici, merci de compléter l'article en donnant les références utiles à sa vérifiabilité et en les liant à la section « Notes et références ».
Garéguine Njdeh ou Garéguine Ter-Haroutiounian (en arménien Գարեգին Նժդեհ) (1er janvier 1886, Nakhitchevan – 21 décembre 1955, Sibérie) est un homme d'État arménien, membre des unités irrégulières, et penseur politique. Ex-membre du Dashnak, il s'est impliqué dans des activités révolutionnaires en Arménie, en Bulgarie et en Russie.

## Biographie

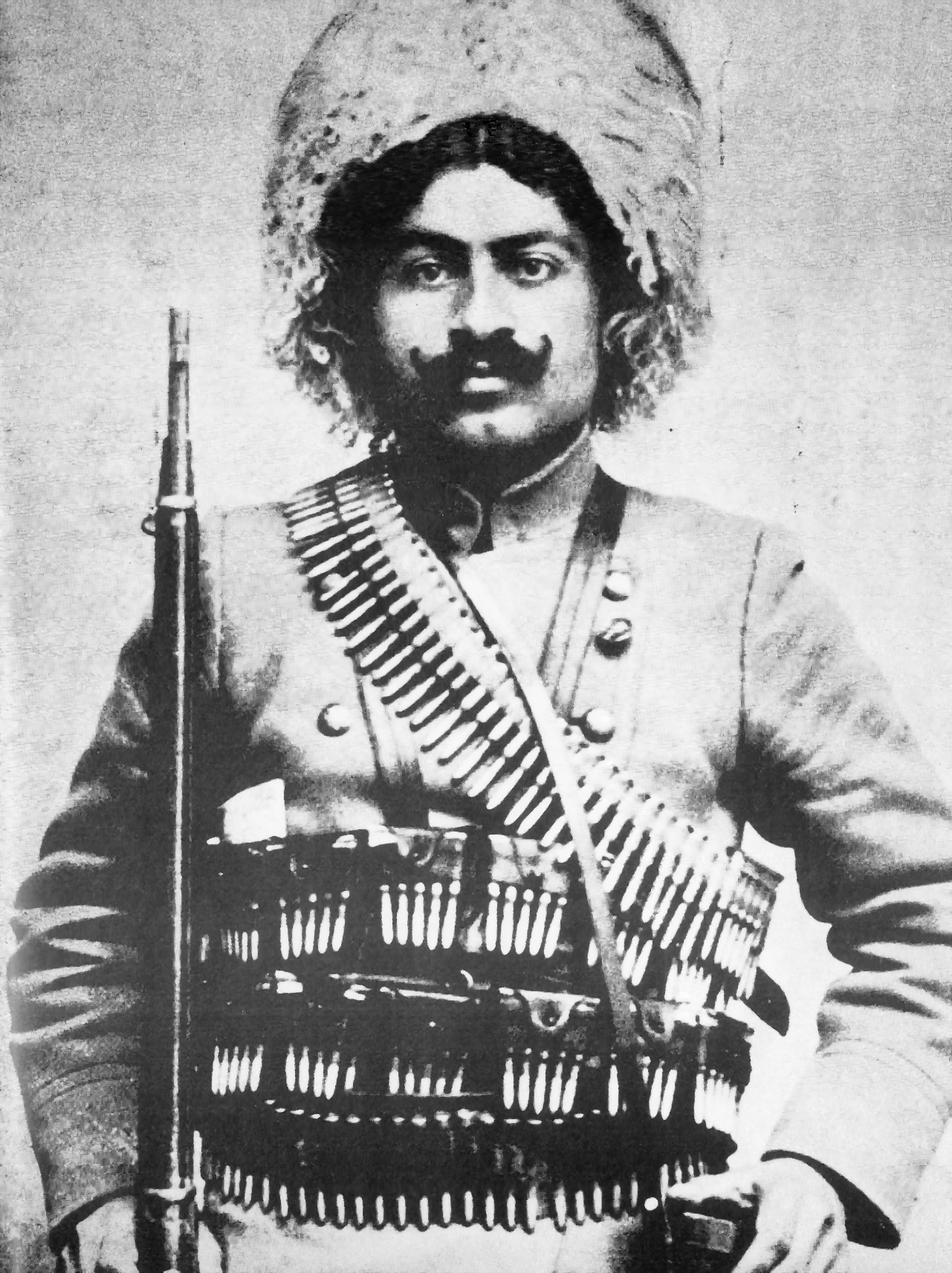
Garéguine Njdeh en 1913 durant les Guerres balkaniques.

Garéguine Njdeh est né le 1er janvier 1886 dans le village de Kznut (ou Kyuznut) au Nakhitchevan. Il est le cadet des quatre enfants du prêtre du village. Njdeh est éduqué par sa mère qui lui implique les valeurs qui ne le quitterons jamais à Nakhitchevan et poursuit ses études à Tiflis (l'actuelle ville de Tbilissi).
En 1912, il forme avec Andranik Toros Ozanian un bataillon arménien incorporé à l'armée bulgare, en lutte contre l'Empire ottoman durant la Première Guerre balkanique. Après son retour en Arménie, il commande diverses unités militaires. Il joue ainsi un rôle majeur lors de la bataille de Karakilisa en 1918. Résolument anti-bolchévik, il organise la défense du Zanguezour contre le mouvement insurrectionnel bolchévik au sein de la Première République d'Arménie, ce qui se serait notamment accompagné de l'expulsion de la minorité azérie locale.
Lorsque la République de l'Arménie montagnarde se déclare indépendante de la République socialiste soviétique d'Arménie, il en est proclamé premier ministre et ministre de la Défense. Il fuit l'Arménie après la victoire bolchévique et est impliqué dans des activités révolutionnaires en Iran, en Turquie et en Bulgarie.
Il visite les États-Unis et le Canada, y encourageant les communautés arméniennes qui s'y sont établies, et fonde en 1933, à Boston, un mouvement de jeunesse, le Tseghakron (en arménien Ցեղակրոն, ce qui signifie « religion de la race »), affilié à la FRA et plus tard rebaptisé Armenian Youth Federation. Dans l’Armenian Weekly (journal de la FRA édité à Boston) du 10 avril 1936, Njdeh déclare : « Aujourd’hui, l’Allemagne et l’Italie sont fortes car, comme nations, elles vivent et respirent en termes de race ».
Durant la Seconde Guerre mondiale, il crée avec Drastamat Kanayan et d'autres vétérans exilés aux États-Unis la Légion arménienne, un corps d'armée à même d'attaquer les Soviétiques en s'alliant aux nazis,. Avec Vahan Papazian, il siège au Conseil national arménien, créé à Berlin en 1942, et patronné par Alfred Rosenberg à partir du mois de décembre de cette année,.

Les Soviétiques ont invité Njdeh à une réunion où ils étaient censés négocier, mais en réalité c'était un piège. Njdeh a été arrêté et envoyé à la prison de Vladimir en Russie. Njdeh a également été soumis à des tortures physiques et psychologiques. Au début, il n'était même pas autorisé à écrire à ses proches. Les gardes ont refusé de lui fournir du papier et un stylo. Cependant, en raison de sa force mentale et physique, Njdeh a survécu onze ans dans des conditions de détention soviétiques qui auraient pu tuer une personne en bonne santé en quelques mois. Les gardiens de prison d'Erevan et de Vladimir ont attesté que Njdeh n'a jamais perdu son sang-froid et n'a jamais insulté ni blâmé personne. Au lieu de cela, il a passé la plupart de son temps en prison à lire ou à écrire[réf. nécessaire].

## Œuvres Littéraires
- Ma parole - Pourquoi j'ai combattu l'armée soviétique, 1923
- Quelques pages de mon journal intime, 1924
- Lettre ouverte à l'intelligentsia arménienne, 1926
- Ma réponse, 1937

## Hommages
Son nom a été donné à une station du métro d'Erevan ainsi qu'à la Place Garéguine Njdeh.